# SonicWall
SonicWall ist ein US-amerikanisches IT-Unternehmen aus San José (Kalifornien). In den 1990er Jahren war es vor allem im Bereich der IT-Infrastruktur tätig, fokussierte sich dann jedoch auf Lösungen für Netzwerksicherheit. Das Unternehmen war von 1991 bis 2012 unabhängig, wurde im Jahr 2012 von Dell Technologies gekauft und im Jahr 2016 an Francisco Partners und Elliott Management verkauft.

## Geschichte
Im Jahr 1991 gründeten die Brüder Sreekanth Ravi und Sudhakar Ravi Sonic Systems, um Ethernet-Karten, Hubs und Bridges für Apple-Systeme herzustellen. Ende der 1990er Jahre veröffentlichte das Unternehmen mit Interpol eine Firewall mit einer VPN-Lösung. Im Jahr 1999 wurde das Unternehmen in SonicWall Inc. umbenannt und von da an bis 2010 am NASDAQ als (SNWL) gehandelt. Im Jahr 2005 kaufte SonicWall den Hersteller enKoo und zwei Jahre später die Aventail Corporation. Am 9. Mai 2012 wurde Sonicwall von Dell Technologies übernommen und im Mai 2016 an Francisco Partners und Elliott Management wieder verkauft.